# Dinalo Adigo
Dinalo Christiano Adigo, né le 25 juillet 1972  à Cotonou, est un ancien footballeur international béninois.

## Biographie

### Carrière en club
Adigo joue pour les Kickers Offenbach, un club de football en Allemagne. Pendant son temps avec l'équipe, il a l'occasion de participer au DFB-Pokal, une compétition de football allemande. Il dispute notamment un match lors du premier tour contre le Hertha Berlin en 1994,.

### Carrière internationale
Adigo représente son pays d'origine, le Bénin, au sein de l'équipe nationale de football. Il est sélectionné pour faire partie de l'équipe béninoise participant à la Coupe d'Afrique des nations en 2004.
L'équipe termine dernière de son groupe au premier tour, sans parvenir à se qualifier pour les quarts de finale.

### Carrière d'entraîneur
Après sa retraite du jeu, Adigo décide de poursuivre une carrière d'entraîneur. Le 1er juillet 2007, il prend le rôle d'entraîneur du FC Schönberg 95. Lors de sa première saison en tant qu'entraîneur, l'équipe termine vice-champion de la Verbandsliga Mecklenburg-Vorpommern.